# Eshanosaurus deguchiianus
L’eshanosauro (Eshanosaurus deguchiianus) è un dinosauro di incerta collocazione sistematica, forse appartenente ai terizinosauri. Visse nel Giurassico inferiore (Hettangiano, circa 195 milioni di anni fa) e l'unico resto fossile sinora ritrovato proviene dalla Cina. 

## Descrizione e classificazione
Questo dinosauro è noto esclusivamente per il fossile di una mandibola con denti, ritrovata nella formazione Lufeng inferiore. Gli studiosi che per primi descrissero il fossile, attribuirono Eshanosaurus ai terizinosauri, un gruppo di dinosauri teropodi dall'aspetto insolito i cui resti sono stati ritrovati in terreni molto più recenti (il più antico terizinosauro noto visse circa 60 milioni di anni dopo). Ciò renderebbe Eshanosaurus il più antico celurosauro, oltre che il più antico terizinosauro. A causa di questo enorme spazio temporale nella documentazione fossile e anche a causa dell'estrema scarsità dei fossili, alcuni scienziati hanno avanzato dubbi circa l'appartenenza di Eshanosaurus ai terizinosauri. Ad esempio, in un articolo che descriveva il terizinosauro Nothronychus, Kirkland e Wolfe notarono notevoli somiglianze tra i denti di Eshanosaurus e quelli dei prosauropodi un gruppo di dinosauri erbivori caratteristici del Triassico e del Giurassico inferiore. Altri studi, però, successivamente confermarono l'interpretazione di Eshanosaurus come un terizinosauro; ciò suggerirebbe interessanti scenari nell'evoluzione dei celurosauri.